# Boadu Maxwell Acosty
Boadu Maxwell Acosty (Accra, 10 settembre 1991) è un calciatore ghanese con cittadinanza italiana, attaccante del Montagnano.

## Biografia
È sposato con Ludovica, di origine sarda, conosciuta a Firenze. I due hanno due figli.

## Caratteristiche tecniche
È un esterno offensivo che gioca prevalentemente sulla fascia destra. Ai tempi della Reggiana ha giocato anche come attaccante centrale e seconda punta. La sua qualità migliore è la velocità.

## Carriera
Scoperto soltanto nel 2008 da un osservatore mentre giocava con amici, viene portato nella Reggiana per un provino. Confermato dalla squadra, inizia la sua avventura nel calcio in Lega Pro Prima Divisione, dove colleziona 12 presenze segnando un gol.
Nel luglio 2009 passa alla Fiorentina, che lo inserisce nel proprio settore giovanile. Esordisce in Serie A il 22 gennaio 2012, contro il Cagliari, chiudendo la stagione con 5 presenze in massima serie.
Il 31 luglio 2012 passa in prestito alla Juve Stabia. Il 12 agosto 2012 esordisce con la maglia delle vespe in Coppa Italia mettendo a segno il gol del 2-0 contro il Frosinone. Il 25 settembre 2012 segna il gol del momentaneo vantaggio in Grosseto-Juve Stabia, partita terminata poi 2-2. Al termine della stagione torna alla Fiorentina.
Il 6 luglio 2013 si trasferisce in prestito con diritto di riscatto sulla metà del cartellino al ChievoVerona. Esordisce con la maglia giallo-blu il 1º settembre 2013 nella partita Chievo-Napoli (2-4), subentrando nel secondo tempo ad Alessio Sestu.
Il 30 gennaio 2014 conclude anticipatamente il prestito ai clivensi, venendo girato sempre in prestito al Carpi.
Il 25 luglio 2014 passa in prestito al Modena con diritto di riscatto e contro-riscatto a favore della Fiorentina. Il 1º settembre 2014 segna il suo unico gol del girone di andata contro il Cittadella.

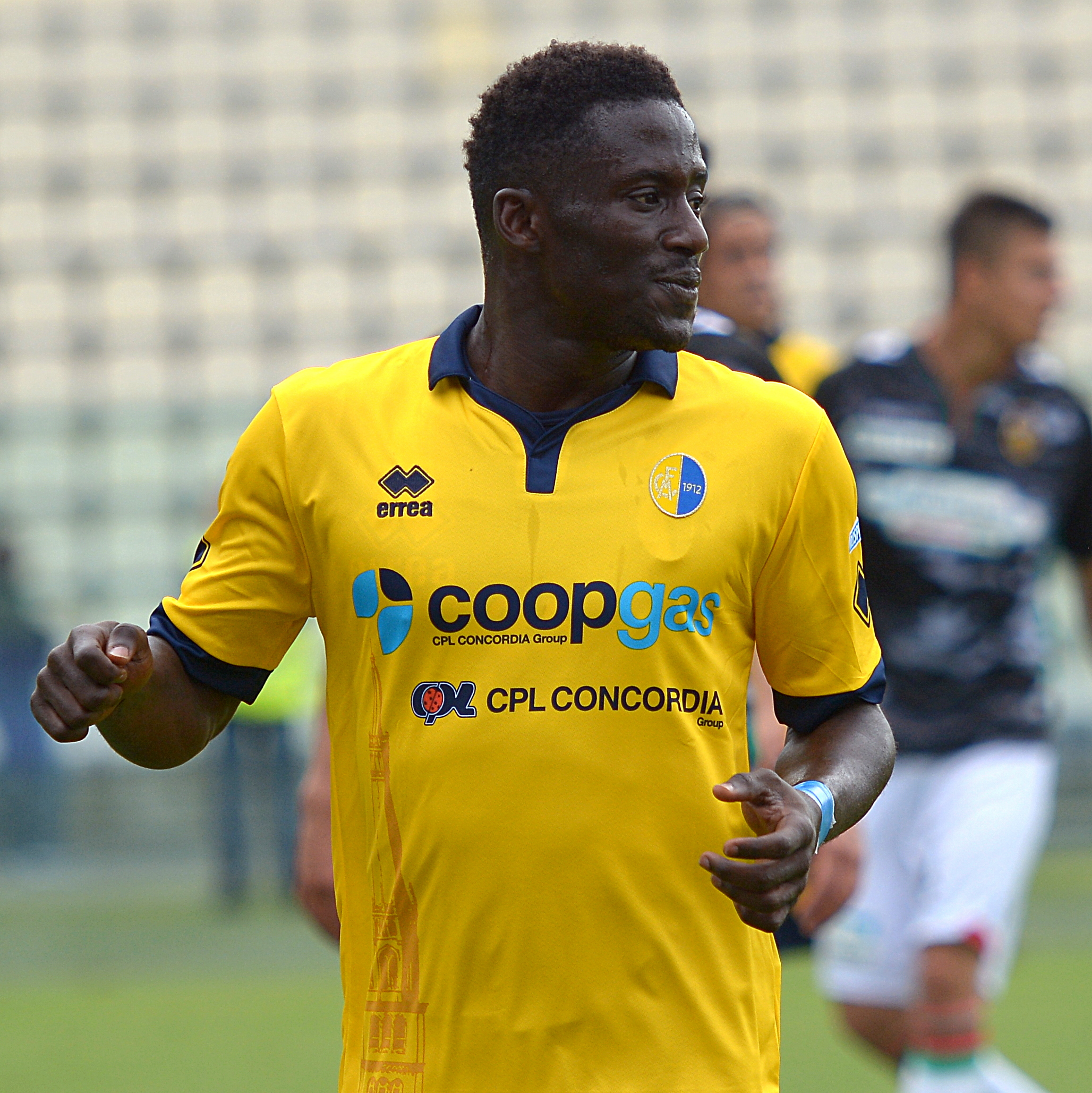
Acosty in azione con la maglia del nel 2015

Il 31 agosto 2015 si trasferisce a titolo definitivo al Latina. Dopo una stagione e mezzo giocate su ottimi livelli lascia la squadra pontina dopo 49 presenze e 9 reti.
Il 27 gennaio 2017 si trasferisce al Crotone. a fine stagione seppur non segnando reti contribuisce con 11 presenze alla storica salvezza della squadra calabrese nella massima serie.
Il 26 agosto 2017 si trasferisce al Rjieka. Campione in carica della Croazia, con il club di Fiume ha modo di esordire anche nelle coppa europee, segnando il suo primo gol a San Siro contro il Milan in un match dell'Europa League.
Il 26 febbraio 2020, Acosty passa a titolo definitivo all'FC Anyang, squadra della K League 2.
Il 6 gennaio 2023, viene ceduto al titolo definitivo al Suwon Bluewings, squadra della massima serie sudcoreana, con cui firma un contratto biennale. Al termine della stagione 2023, rimane coinvolto nella prima retrocessione della squadra di Suwon nel campionato cadetto. Nel marzo del 2024, l'attaccante risolve consensualmente il proprio contratto con il club sudcoreano, in seguito al mancato recupero da un infortunio in vista dell'inizio della stagione.

## Statistiche

### Presenze e reti nei club
Statistiche aggiornate al 1º ottobre 2024.
| Stagione         | Squadra          | Campionato       | Campionato | Campionato | Coppe nazionali | Coppe nazionali | Coppe nazionali | Coppe continentali | Coppe continentali | Coppe continentali | Altre coppe | Altre coppe | Altre coppe | Totale | Totale |
| Stagione         | Squadra          | Comp             | Pres       | Reti       | Comp            | Pres            | Reti            | Comp               | Pres               | Reti               | Comp        | Pres        | Reti        | Pres   | Reti   |
| ---------------- | ---------------- | ---------------- | ---------- | ---------- | --------------- | --------------- | --------------- | ------------------ | ------------------ | ------------------ | ----------- | ----------- | ----------- | ------ | ------ |
| 2008-2009        | Reggiana         | 1D               | 12+1       | 1          | CI-LP           | 0               | 0               | -                  | -                  | -                  | -           | -           | -           | 13     | 1      |
| 2011-2012        | Fiorentina       | A                | 5          | 0          | CI              | 0               | 0               | -                  | -                  | -                  | -           | -           | -           | 5      | 0      |
| 2012-2013        | Juve Stabia      | B                | 37         | 1          | CI              | 3               | 1               | -                  | -                  | -                  | -           | -           | -           | 40     | 2      |
| 2013-gen. 2014   | Chievo           | A                | 7          | 0          | CI              | 1               | 0               | -                  | -                  | -                  | -           | -           | -           | 8      | 0      |
| gen.-giu. 2014   | Carpi            | B                | 12         | 0          | CI              | -               | -               | -                  | -                  | -                  | -           | -           | -           | 12     | 0      |
| 2014-2015        | Modena           | B                | 17+1       | 1          | CI              | 1               | 0               | -                  | -                  | -                  | -           | -           | -           | 19     | 1      |
| 2015-2016        | Latina           | B                | 33         | 7          | CI              | 0               | 0               | -                  | -                  | -                  | -           | -           | -           | 33     | 7      |
| 2016-gen. 2017   | Latina           | B                | 16         | 2          | CI              | 0               | 0               | -                  | -                  | -                  | -           | -           | -           | 16     | 2      |
| Totale Latina    | Totale Latina    | Totale Latina    | 49         | 9          |                 | 0               | 0               |                    | -                  | -                  |             | -           | -           | 49     | 9      |
| gen.-giu. 2017   | Crotone          | A                | 11         | 0          | CI              | -               | -               | -                  | -                  | -                  | -           | -           | -           | 11     | 0      |
| 2017-2018        | Rijeka           | 1. HNL           | 22         | 6          | CC              | 3               | 0               | UCL+UEL            | 0+6                | 1                  | -           | -           | -           | 31     | 7      |
| 2018-2019        | Rijeka           | 1. HNL           | 29         | 7          | CC              | 3               | 0               | UEL                | 2                  | 0                  | -           | -           | -           | 34     | 7      |
| 2019-feb. 2020   | Rijeka           | 1. HNL           | 17         | 3          | CC              | 1               | 0               | UEL                | 4                  | 0                  | -           | -           | -           | 22     | 3      |
| Totale Rijeka    | Totale Rijeka    | Totale Rijeka    | 68         | 16         |                 | 7               | 0               |                    | 12                 | 1                  |             | -           | -           | 87     | 17     |
| 2020             | FC Anyang        | KL2              | 19         | 7          | CCS             | 0               | 0               | -                  | -                  | -                  | -           | -           | -           | 19     | 7      |
| 2021             | FC Anyang        | KL2              | 15+1       | 5          | CCS             | 1               | 0               | -                  | -                  | -                  | -           | -           | -           | 17     | 5      |
| 2022             | FC Anyang        | KL2              | 32+3       | 7+1        | CCS             | 0               | 0               | -                  | -                  | -                  | -           | -           | -           | 35     | 8      |
| Totale FC Anyang | Totale FC Anyang | Totale FC Anyang | 70         | 20         |                 | 1               | 0               |                    | -                  | -                  |             | -           | -           | 71     | 20     |
| 2023             | Suwon Bluewings  | KL1              | 20+5       | 2+2        | CCS             | 0               | 0               | -                  | -                  | -                  | -           | -           | -           | 25     | 4      |
| 2024-2025        | Tuttocuoio       | D                | 0          | 0          | CI-D            | -               | -               | -                  | -                  | -                  | -           | -           | -           | 0      | 0      |
| Totale carriera  | Totale carriera  | Totale carriera  | 315        | 52         |                 | 13              | 1               |                    | 12                 | 1                  |             | -           | -           | 340    | 54     |

## Palmarès

### Club

#### Competizioni giovanili
- Supercoppa Primavera: 1

Fiorentina: 2011

#### Competizioni nazionali
- Coppa di Croazia: 1

Rijeka: 2018-2019